# Lobophytum microspiculatum
Lobophytum microspiculatum is een zachte koraalsoort uit de familie Alcyoniidae. De koraalsoort komt uit het geslacht Lobophytum. Lobophytum microspiculatum werd in 1956 voor het eerst wetenschappelijk beschreven door Tixier-Durivault. 